# Carola Prosperi
Carola Prosperi (Torino, 12 ottobre 1883 – Torino, 26 marzo 1981) è stata una scrittrice e giornalista italiana.

## Biografia
Diplomata maestra, fu collaboratrice della rivista La Donna, del quotidiano La Stampa, dove conobbe e sposò il giornalista Gino Pestelli, e del Corriere dei Piccoli. Fu una scrittrice fecondissima: esordì nel 1899 pubblicando fiabe sulla Gazzetta del Popolo di Torino, raccolte in volume con altri racconti nel 1905. Dopo le novelle de La profezia, il successo le arrise con La paura di amare del 1910, vincitore del Premio Rovetta, romanzo dell'infelicità femminile nei matrimoni senza amore.
Anche il successivo romanzo, La nemica dei sogni, del 1914, ebbe un notevole successo e, come la raccolta di novelle La felicità in gabbia, del 1922, s'incentra sul tema della vita coniugale.
In seguito, la Prosperi non riuscì a ripetere questi successi, ripiegando su situazioni sentimentali e continuando a coltivare il genere dei racconti per ragazzi. In tutta la sua vita, pubblicò circa 2.800 novelle e più di 35 romanzi.
È scomparsa nel 1981 all'età di 97 anni.

## Opere
- Novelle e fiabe, Torino, Unione Maestri, 1905
- La profezia, Torino, Lattes, 1907
- La paura di amare, Torino, Lattes, 1910
- Il cuore in gioco, Milano, Società Editrice Italiana, 1911
- La nemica dei sogni, Milano, Treves, 1914
- L'estranea, Milano, Treves, 1915
- Vocazioni, Milano, Treves, 1919
- Dimenticare, Firenze, Battistelli, 1920
- La casa meravigliosa, Firenze, Battistelli, 1920
- Amore... amore, Firenze, Battistelli, 1920
- I lillà sono fioriti, Milano, Treves, 1921
- Il fanciullo feroce, Milano, Treves, 1921
- L'amore di un'altra, Torino, Azienda giornalistica libraria, 1922
- I Santi, Torino, Paravia, 1926
- Codaditopo, Firenze, Bemporad, 1930
- Amanti nel labirinto, Milano, Rizzoli, 1937
- La donna forte, Milano, Rizzoli, 1942
- L'altro sogno, Milano, Rizzoli, 1942
- Regine di cuori, Milano, Rizzoli, 1943
- La colpa segreta, Milano, Rizzoli, 1947
- Maria Clotilde di Savoia, Torino, Edizioni Palatine, 1948
- Le due suore, Torino, S.A.S., 1950
- Eva contro Eva, Torino, S.A.S., 1951
- Fiamme bugiarde, Milano, Rizzoli, 1951
- Angeli senza cielo, Torino, S.A.S, 1952
- La freccia spezzata, Torino, S.A.S, 1952
- Un marito per Patrizia, Milano, Rizzoli, 1953
- Racconti del Piemonte, Torino, SEI, 1955
- L'angelo della televisione, Milano, Rizzoli, 1956
- Buona fortuna, Natalia!, Alba, Edizioni Paoline, 1967
- Storia di Selvaggia, Alba, Edizioni Paoline, 1969